# 泰平電機
泰平電機株式会社（たいへいでんき、英文社名TAIHEI ELECTRIC CO.,LTD.、旧社名泰平電鉄機械）は、バス・鉄道車両の戸閉装置などの製品を製造・販売している、東洋電機製造の連結子会社である。集電装置のひとつであるビューゲルの大手メーカーで、1955年（昭和30年）にはこの改良品といえるZパンタを開発するなど、当時の路面電車の技術発展に貢献したが、戸閉装置やバリアフリー関連以外の鉄道用機器の製造・販売から撤退している。

## 沿革
旧社名が泰平電鉄機械であった通り鉄道用電気機器を扱っていたが、戸閉装置専業へと事業転換している。主力分野もバスとなったが、鉄道でも戸閉装置とその関連機器で継続している。
- 1948年（昭和23年） - 泰平電鉄機械として設立。鉄道車両用電気機器を専門に扱う
- 1955年（昭和30年） - ビューゲルの欠点を克服したZパンタグラフを開発
- 1957年（昭和32年） - 東洋電機製造と業務提携
- 1960年（昭和35年） - バス用引戸および折戸の戸閉装置開発
- 1966年（昭和41年） - 気動車用戸閉装置開発